# Scherzo per pianoforte op. 4 (Brahms)
Lo Scherzo op. 4 in mi bemolle minore, è uno scherzo per piano del compositore tedesco Johannes Brahms. Scritto nel 1851, venne pubblicato nel 1854, insieme ad altri lavori. Si tratta dell'opera più antica di Brahms che ci sia pervenuta, infatti quando l'autore la scrisse, aveva solo 18 anni. Lo scherzo è dedicato al «suo amico Ernst Ferdinand Wenzel», insegnante del Conservatorio di Lipsia, che Brahms aveva conosciuto nel 1853, a casa di Schumann.
La durata media e di circa 9 minuti, il che ne fa una delle più lunghe composizioni per pianoforte solo, di Brahms.

## Movimenti
- Rasch Und Feurig
- Trio I
- Da Capo
- Trio II: Molto Espressivo
- Da Capo
- Coda: Più Mosso - Più Sostenuto

Nota: Non si tratta di veri movimenti ma delle indicazioni date dall'autore, in partitura.

## Discografia
- Alexander Melnikov: Sonates pour piano no 1 et 2 ; Scherzo op. 4. Le opere sono eseguite su di un Bösendorfer del 1875.
- Idil Biret: Piano Pieces Op 117-119 / Scherzo Op 4 NAXOS
- Kamerhan Turan: Johannes Brahms – Piano Sonata No. 1, Scherzo Op. 4  Si tratta del CD n.26 di un box di 60 CD: L'opera integrale di Brahms - Reg. a Vereinshaus, Fraulautern, (Germania), il 30-31 gennaio 2004 sullo Steinway D Concert Grand No. 413330 del 1969.
- Wilhelm Kempff: CD 2: Brahms: Piano Sonata No.3 In F Minor, Op.5; Scherzo In E Flat Minor, Op.4; Ballades, Op.10 si tratta del secondo CD di un box di 9: JOHANNES BRAHMS - Complete Piano Music, Daniel Barenboim • Wilhelm Kempff - Anatol Ugorski • Tamás Vásáry - Alfons & Aloys Kontarsky, Deutsche Grammophon.
- Yefim Bronfman: Brahms: Sonata No. 3; Scherzo, Musical Heritage Society
- Barry Douglas Brahms: Works for Solo Piano Volume 5  (Reg. 25 settembre 2015), Chandos